# Oratoire Saint-Bartholomée de Bordighera

L’oratoire Saint-Bartholomée (en italien, Oratorio di San Bartolomeo) est situé sur la Piazza del Popolo a Bordighera en Ligurie. Il se trouve entre la Porta Soprana  et l'Église Sainte-Marie-Madeleine.

## Historique
L'oratoire Saint-Bartholomée fut bâti pendant le XVe siècle, et les moines l’agrandirent plusieurs fois par la suite. La restauration de 1670 a été significative. L‘oratoire se compose d’une chambre qui dispose d'un mobilier religieux important, en particulier on peut signaler un orgue précieux acquis à Oneille en 1804, chez l’artisan Luigi Niggi. Sur les quatre murs de la salle figurent des statues des quatre docteurs de l'Église, Ambroise, Grégoire, Augustin et Jérôme. L’origine de ces œuvres est incertaine, elles pourraient avoir été sculptées par Pietro Notari ou Pietro Lucchesi. 
Au fond de la salle, se trouve, sur l'autel,  la statue en bois de  saint Bartholomée réalisée par le Génois Agostino Vignola en 1865. Derrière, on peut admirer le tableau de la « Vierge avec l’Enfant, saint Jean, saint Bartholomée et saint Benoît » peint par Tommaso Rossi en 1850.
Toujours à l’intérieur on peut admirer des tableaux avec des scènes de la vie de saint Bartholomée et une fresque sur la voûte de Ernesto Sprega, peinte en 1892. Sprega était un peintre céramiste de Rome connu pour avoir travaillé à la Chapelle Saint-Jean-Baptiste de Monaco.
Sur la façade extérieure on peut admirer la plaque qui commémore la réunion du 3 mars 1673 des représentants des villes de Camporosso, Vallecrosia, San Biagio della Cima, Soldano, Borghetto San Nicolò, Vallebona, Sasso et Bordighera. Cette réunion a été très importante car elle a décrété la séparation des villages de Vintimille et la création de la Communauté des « Huit Lieux Magnifiques ».

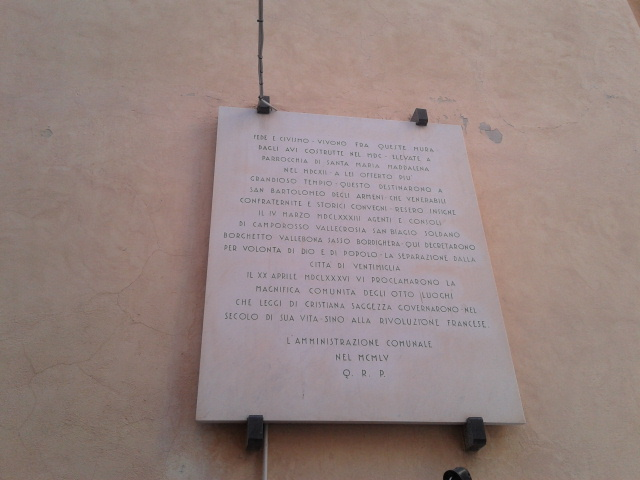
Oratoire Saint Bartholomée plaque